# Новый год в Италии
Новый год в Италии (итал. Capodanno, что переводится как «голова года», также он известен как ужин святого Сильвестра) — праздник, отмечаемый итальянцами в соответствии с григорианским календарём, наступает в ночь с 31 декабря на 1 января.

## Новый год в Италии
Новый год в Италии принято отмечать на улице, где проходят ночные народные гулянья. В ночь на 1 января в центре города толпы гуляющих разбредаются по проспектам, движение автомобильного транспорта прекращается. Итальянцы любят встречать Новый год, выпивая за счастье в грядущем году игристое просекко. В Риме на Пьяцца-дель-Пополо устраиваются новогодние представления под открытым небом с фейерверками, акробатами и светомузыкальным представлением. Известная римская традиция также гласит, что счастливым в Новом году станет тот, кто в новогоднюю ночь спрыгнет с моста в реку Тибр. Но самая итальянская новогодняя традиция — это выбрасывать из окон на улицы старые вещи (одежду, мебель, битую посуду и проч.). Считается, что в Новом году счастливым станет тот, кто избавится от большего количества хлама.
В Италии вместо Деда Мороза или Санты к детям прилетает Бефана, добрая фея в образе ведьмы. Тому, кто вел себя плохо, она кладет уголь вместо подарка, а у кого было хорошее поведение — подарок.
В итальянских поверьях первый человек, который встретится после наступления Нового года, определяет удачу на весь год. Удачу во всех начинаниях обещает встреча с молодым здоровым человеком. Встреча со священником в новогоднюю ночь сулит похороны, возможно даже собственные. Ещё хуже — встретить ребёнка, что является предсказанием ранней смерти. Встреча с женщиной в новогоднюю ночь предвещает неудачу на весь год.